# Пелплин
Пелплин (пољ. Pelplin) град је у Пољској у Војводству поморском. По подацима из 2012. године број становника у месту је био 8237.

## Становништво
| 2012. |
| ----- |
| 8.237 |

## Партнерски градови
- Colletorto